# Hajós István János
Hajós István János (Budapest, 1981. január 14. –) biztonsági és robotikai szakértő, üzletember, vállalkozó. A Bastion Group és a HSBC-Bau Kft. ügyvezetője, az Egy lépéssel több – Hajós István – Alapítvány alapítója.

## Tanulmányai
Az Óbudai Nagy László Magyar-Angol Két Tanítási Nyelvű Általános Iskolában kezdte meg tanulmányait, majd a Varga István Kereskedelmi és Közgazdasági Szakközép és Szakiskolában folytatta azokat. A főiskolai tanulmányait a Zsigmond Király Főiskolában (2011-2013) kezdte meg, nemzetközi gazdálkodás szakon. Ezt követően EF Education angol nyelvű főiskolai tanfolyamokat végzett (2011-2012) New York, Chicago és Toronto városaiban. Ezután emelt szintű Biztonságszervezői II. végzettséget szerzett 2018-ban. A Tomori Pál Főiskolán (2020-2024) szerzett nemzetközi tanulmányok szakon alapdiplomát. Jelenleg a Nemzeti Közszolgálati Egyetemen folytatja mesterképzését kiberbiztonsági területen.

## Karrier
Fiatalon lett vállalkozó, első cégét 2002-ben alapította. 2016-tól a Bastion Group ügyvezetőjeként, 2017-től a HSBC-Bau Kft. ügyvezetőjeként és 2023-tól az Egy lépéssel több – Hajós István – Alapítvány alapítójaként tevékenykedik.
Emellett a Magyar Muaythai Szakszövetség elnökségi tagja és egyik főtámogatója.
Munkássága elismeréséül 2022-ben Gránit Oroszlán Példakép Díjat nyert felelős üzletember kategóriában.
2023-ban az alábbi díjakat nyerte el:
- Érték és Minőség Nagydíj Tanúsító Védjegy
- Kiírói Tanács Digitalizációért Nívódíj
- Károlyi László úr által felajánlott különdíj
- VOSZ - Vállalkozók Országos Szövetsége: Budapesti és Pest Vármegyei Regionális Szervezet Év Vállalkozója Díj

2024-ben az alábbi díjakat nyerte el:
- Érték és Minőség Nagydíj Tanúsító Védjegy
- ExVA Vizsgáló és Tanúsító Kft. különdíja
- Farkas Bertalan Oktatási és Módszertani Központ különdíja
- Sérültek.hu magazin különdíja

Mindezek mellett borász végzettsége is van, illetve magángyűjtő.
A médiában rendszeresen szerepel, karitatív tevékenység keretein belül például kórházi kórtermeket fest ki, nővérek karácsonyi ajándékát szerzi be. Évi 100-200 médiamegjelenése van. Emellett a közösségi média felületeken is egyre népszerűbb: TikTok, Intagram és Facebook profilján is jelentős követőtáborral büszkélkedhet.
Rendszeresen tart előadásokat is, többek között a HVG Állásbörzén, a Trust Summiton, valamint a FIVOSZ, a SZEBIT és a Kereskedelmi és Iparkamara rendezvényein is. Ingyenes edukációs előadásokat is tart iskolákban a robotizációról.

## Társadalmi felelősségvállalás
Az Egy lépéssel több - Hajós István Alapítvány a 2023-as év során kiemelt közfigyelemre tett szert a “Fogadj örökbe egy családot” elnevezésű programjával, melyről több mint 100 médiumban számoltak be.
Az alapítvány olyan Nagykövetekkel büszkélkedhet, mint:
- Proksa Szandra
- Győrfi Pál
- Rácz Jenő
- Kucsera Gábor

## Magánélete
Menyasszonyával és két gyermekével él. Családcentrikus innovatív üzletember, vállalkozó.